# Vilebrequin (marque)
Pour les articles homonymes, voir Vilebrequin.
Vilebrequin est une marque française, spécialisée dans la confection de maillot de bain et de prêt-à-porter masculin et féminin. Elle fut créée en 1971 à Saint-Tropez par Fred Prysquel, photographe et journaliste sportif automobile, qui lui donna alors le nom d’une pièce de moteur, le vilebrequin.
Présente aujourd’hui dans 52 pays avec plus de 150 boutiques, la marque Vilebrequin se positionne comme marque de luxe dans l'univers du costume de bain. La marque propose une gamme variée des coupes (Moorea, Merise, Master, etc.), motifs et couleurs pour toutes les générations (à partir du 12 mois jusqu’au 5XL).

## Historique
En 1971, Fred Prysquel, photographe et journaliste automobile, dessine et découpe le short de bain de ses rêves sur une nappe en papier à la terrasse d’un célèbre café tropézien. Inspiré des maillots des surfeurs, il introduit le boxer-short, bien loin des slips de bain traditionnels de l'époque[source insuffisante]. Coupé dans une toile de spinnaker (un tissu initialement réservé aux voiles des voiliers et des cerfs volants), ce nouveau maillot, coloré et original, sèche vite au soleil et le succès est au rendez-vous dans la petite boutique et sur les plages de Saint-Tropez. Le modèle baptisé Moorea devient dès lors l'icône de la marque.
En 1991, c’est autre Tropézien, Loïc Berthet, issu du textile, qui reprend l’affaire. Il fait évoluer les coupes des modèles et les réinterprète avec l’ajout d’une poche arrière sécurisée par une bande Velcro, d’œillets en Zamak inoxydable et d’un slip intérieur en coton.
En 1994, Vilebrequin ouvre sa collection aux garçons, avec le concept « tel père, tel fils ».
Au cours des années 1990 et 2000, la marque ouvre des filiales à Londres, Alassio, Paris, Genève, New York, Hong Kong et Madrid. Elle se lie également à des partenaires de distribution dans une cinquantaine de pays.
En 2012, la marque est acquise par le groupe américain G-III Apparel Group (en), qui exploite les licences des marques Calvin Klein, Tommy Hilfiger, Levi's et Dockers (en). Roland Herlory, ancien directeur général chez Hermès pour l’Amérique latine et les Caraïbes, en devient le nouveau PDG.
En 2013, Vilebrequin lance une ligne « mère-filles » et étend sa gamme au prêt-à-porter et accessoires de plage masculin et féminin.
En 2014, Vilebrequin continue d’ouvrir des boutiques et poursuit notamment son expansion en Asie avec des ouvertures en Corée du Sud, en Thaïlande, à Singapour.

## Collaborations

### Villa N. et partenariats
Dans le cadre du soutien à la jeune création et des partenariats avec le Festival Design Parade et le Festival International de Mode et de Photo à Hyères, Vilebrequin a lancé en 2014 une capsule inédite inspirée de la tenue de sport que Charles de Noailles et Marie-Laure de Noailles avaient coutume d’offrir à leurs illustres invités lors de séjours dans leur villa d’Hyères. Celle-ci a été construite par Mallet-Stevens dans les années 1920 et incarne l’âge d’or de la Riviera. L’intégralité des profits réalisés par cette édition limitée est reversée à l’Association des Amis de Saint Bernard afin de contribuer au rayonnement artistique local et à la préservation du lieu,,.

### Vilebrequin x Karl Lagerfeld
Leur collaboration a donné une capsule limitée de 8 produits de plage pour l'été 2018 et griffé par le créateur Karl Lagerfeld. Son design a été inspiré par les Rivieras et les zones côtières. Il repose sur des teintes de bleu vifs rehaussés de couleurs blanches et noires.

## Distribution
En 2014, Vilebrequin est présent dans 52 pays, avec plus de 150 boutiques.